# Alexandr Peretiaguin
Alexandr Vladímirovich Peretiaguin –en ruso, Александр Владимирович Перетягин– (Chusovói, 2 de febrero de 1992) es un deportista ruso que compitió en luge en la modalidad individual.
Ganó una medalla de plata en el Campeonato Europeo de Luge de 2015. Participó en los Juegos Olímpicos de Sochi 2014, ocupando el séptimo lugar en la prueba individual.

## Palmarés internacional
| Campeonato Europeo | Campeonato Europeo | Campeonato Europeo | Campeonato Europeo |
| Año                | Lugar              | Medalla            | Prueba             |
| ------------------ | ------------------ | ------------------ | ------------------ |
| 2015               | Sochi (Rusia)      | Medalla de plata   | Individual         |